# Splot Hopfa
Splot Hopfa – najprostszy nietrywialny splot.
Składa się z dwóch okręgów jednokrotnie połączonych. Nazwany imieniem matematyka Heinza Hopfa. W notacji Alexandera-Briggsa jest oznaczany symbolem {\displaystyle 2_{1}^{2}}. Jego symbolem w komputerowych bazach danych jest {\displaystyle L2a1}.

## Realizacja geometryczna
Konkretny model składa się z dwóch okręgów jednostkowych na prostopadłych płaszczyznach, każdy przechodzący przez środek drugiego.
Taki model minimalizuje długość sznurową tego splotu.
Do 2002 splot Hopfa był jedynym, dla którego taka długość była znana.
Otoczka wypukła tych dwóch okręgów tworzy kształt zwany oloidem .

## Własności
- Indeks skrzyżowaniowy(inne języki) splotu wynosi {\displaystyle 2}[a].
- Liczba gordyjska(inne języki) splotu to {\displaystyle 1}[8].
- Nawias Kauffmana(inne języki) splotu Hopfa to[9][10]
{\displaystyle -A^{4}-A^{-4}}
- Bez narzuconej orientacji splot Hopfa nie wykazuje chiralności[11].
- Przy założeniu orientacji składników istnieją dwa różne warianty splotu Hopfa oznaczane słowem „prawy/lewy”[12], znakiem „+/−”[13][14] bądź przyrostkiem {\displaystyle \{0\}} lub {\displaystyle \{1\}} w symbolu bazodanowym[9].

Ze względu na różne orientacje następujące niezmienniki mają podwójne wyniki
- Indels zaczepienia(inne języki) wynosi {\displaystyle +1} lub {\displaystyle -1}[15][16].
- Spin (liczba Taita)(inne języki) to {\displaystyle +2} lub {\displaystyle -2}[10].
- Wielomiany HOMFLYPT(inne języki) mają postać[17]
{\displaystyle l^{3}m^{-1}+lm^{-1}-lm}
{\displaystyle l^{-3}m^{-1}+l^{-1}m^{-1}-l^{-1}m}
- Wielomiany Jonesa(inne języki) to[10]
{\displaystyle -t^{1/2}-t^{5/2}}
{\displaystyle -t^{-1/2}-t^{-5/2}}

Pozostałe własności
- Splot Hopfa to węzeł torusowy (2,2)[18] grupy Bn ze słowem elementarnym {\displaystyle \sigma _{1}^{2}}[19].
- Jest to również splot Brunna(inne języki)[20].
- Dopełnieniem(inne języki) splotu Hopfa jest {\displaystyle R\times S^{1}\times S^{1},} czyli walec nad torusem[21], iloczyn kartezjański torusa i odcinka[22]. Stanowi on grupę przemienną {\displaystyle \mathbb {Z} \oplus \mathbb {Z} }[23].

## Historia
Strukturę w kształcie splotu Hopfa analizował Gauss w swojej pracy o elektrodynamice. Z wzajemnych zależności między polem magnetycznym i elektrycznym wyprowadził niezależny od praw fizyki wzór na relację między dwiema zamkniętymi krzywymi, którą obecnie w topologii określa się mianem indeksu zaczepienia. W swojej notatce z 22 stycznia 1833 opisał ten bezwymiarowy współczynnik jako liczbę zwojów. Stąd w przypadku prawa Ampère’a nazywany jest on liczbą Gaussa.
William Thomson opublikował w 1867 r. pracę, w której wysunął koncepcję budowy atomu opartą na węzłach i splotach. Wśród wymienianych przykładów wirowych rurek był obecny splot Hopfa, który miał reprezentować atom sodu.
W 1931 r. Heinz Hopf opublikował pracę o rozwłóknieniu sfery {\displaystyle S^{3}} (hipersfery z 4-wymiarowej przestrzeni euklidesowej), czyli utworzeniu jej mapy z wykorzystaniem klasycznej sfery {\displaystyle S^{2}} w przestrzeni trójwymiarowej. Dla każdego punktu sfery przyporządkowane jest włókno w postaci okręgu. Cechą tego przekształcenia jest to, że dla dowolnych dwóch punktów odpowiadająca im para okręgów tworzy charakterystyczny splot.

## Biologia i chemia
- Struktury w postaci splotów Hopfa są obserwowane w budowie niektórych białek[34] .
- W wyniku działania rezolwazy Tn3 powstaje najprostszy 2-katekan, którego budowa odzwierciedla splot Hopfa[35].

## Symbolika
- Symbolem trwałego małżeństwa są dwie splecione obrączki ułożone obok siebie[36].
- Dwa splecione pierścienie jeden nad drugim to symbol połączenia fizyczności i duchowości[36].
- W herbach niemieckich gmin Boos[37], Brieden[38], Gransdorf[39], Großlittgen[40], Idenheim[41], Maring-Noviand[42] i Pommern[43] znajdują się dwa splecione pierścienie, co ma podkreślać ich historyczne powiązania z opactwem Himmerod(inne języki).
- Dwa splecione pierścienie widnieją także w herbie miasta Hettingen, które pochodzą z herbu pierwotnie oddzielnej gminy Inneringen, włączonej do miasta w 1975 r.[44]
- W Australii w miejscu 33°51′45,3″S 151°12′37,2″E/-33,862596 151,210334 znajduje się pomnik o potocznej nazwie Więzy Przyjaźni, który ma kształt dwóch splecionych ogniw[45].